# Diocèse de Garzón
Le diocèse de Garzón (en latin : (en latin : Dioecesis Garzonensis ; en espagnol : Diócesis de Garzón) est un diocèse de l'Église catholique en Colombie, suffragant de l'archidiocèse d'Ibagué.

## Territoire

Il comprend les municipalités d'Acevedo, Altamira, El Agrado,  Elías, El Pital, Garzón, Gigante, Guadalupe, Isnos, La Argentina, La Plata, Nátaga, Oporapa, Paicol, Palestina, Pitalito, Saladoblanco, San Agustín, Suaza, Tarqui, Tesalia et Timaná du département de Huila.
Il possède un territoire d'une superficie de 9 667 km2 divisé en 64 paroisses. Le siège épiscopal est dans la ville de Garzón où se trouve la cathédrale Saint-Michel-Archange. La basilique de Notre-Dame-des-Miséricordes à Nátaga est un lieu de pèlerinage à la Vierge. L'église Saint-Sébastien de La Plata conserve le corps du bienheureux Pedro María Ramírez Ramos, prêtre martyr.

## Historique
Le diocèse est érigé le 20 mai 1900 par le décret Quum legitimae de la congrégation pour les évêques en prenant une partie du territoire du diocèse de Tolimaqui est supprimé le même jour.
Par la constitution apostolique Ecclesiarum prosperitate du 25 février 1964 émise par le pape Paul VI, l'église de l'Immaculée Conception de Neiva est élevée au rang de cocathédrale du diocèse, qui prend le nom de diocèse de Garzón-Neiva.
Il cède une portion de son territoire le 24 juillet 1972 pour l'érection du diocèse de Neiva ; dans le même temps le diocèse de Garzón prend son nom actuel.
Nommé suffragant de l'archidiocèse de Popayán lors de sa création, il intègre la province ecclésiastique de l'archidiocèse d'Ibagué le 14 juillet 1974 par la constitution apostolique Quamquam Ecclesiarum du pape Paul VI.

## Évêques
- Esteban Rojas Tovar (20 mai 1900 - 21 juillet 1922)
- José Ignacio López Umaña (10 avril 1924 - 15 mars 1942), nommé archevêque coadjuteur de Carthagène
- Gerardo Martínez Madrigal (23 juin 1942 - 29 février 1964)
- José de Jesús Pimiento Rodriguez (29 février 1964 - 22 mai 1975), nommé archevêque de Manizales
- Octavio Betancourt Arango (10 novembre 1975 - 26 avril 1977)
- Ramón Mantilla Duarte, C.Ss.R (26 avril 1977 - 25 octobre 1985), nommé évêque d'Ipiales
- Libardo Ramírez Gómez (18 octobre 1986 - 15 mars 2003)
- Rigoberto Corredor Bermúdez (19 décembre 2003 - 15 juillet 2011), nommé évêque de Pereira
- Fabio Duque Jaramillo, O.F.M (11 juin 2012 - 9 février 2022)
  - Vacance
- Jaime Alberto Cabrera Arcos (depuis le 28 janvier 2025)